# شعب بيندي

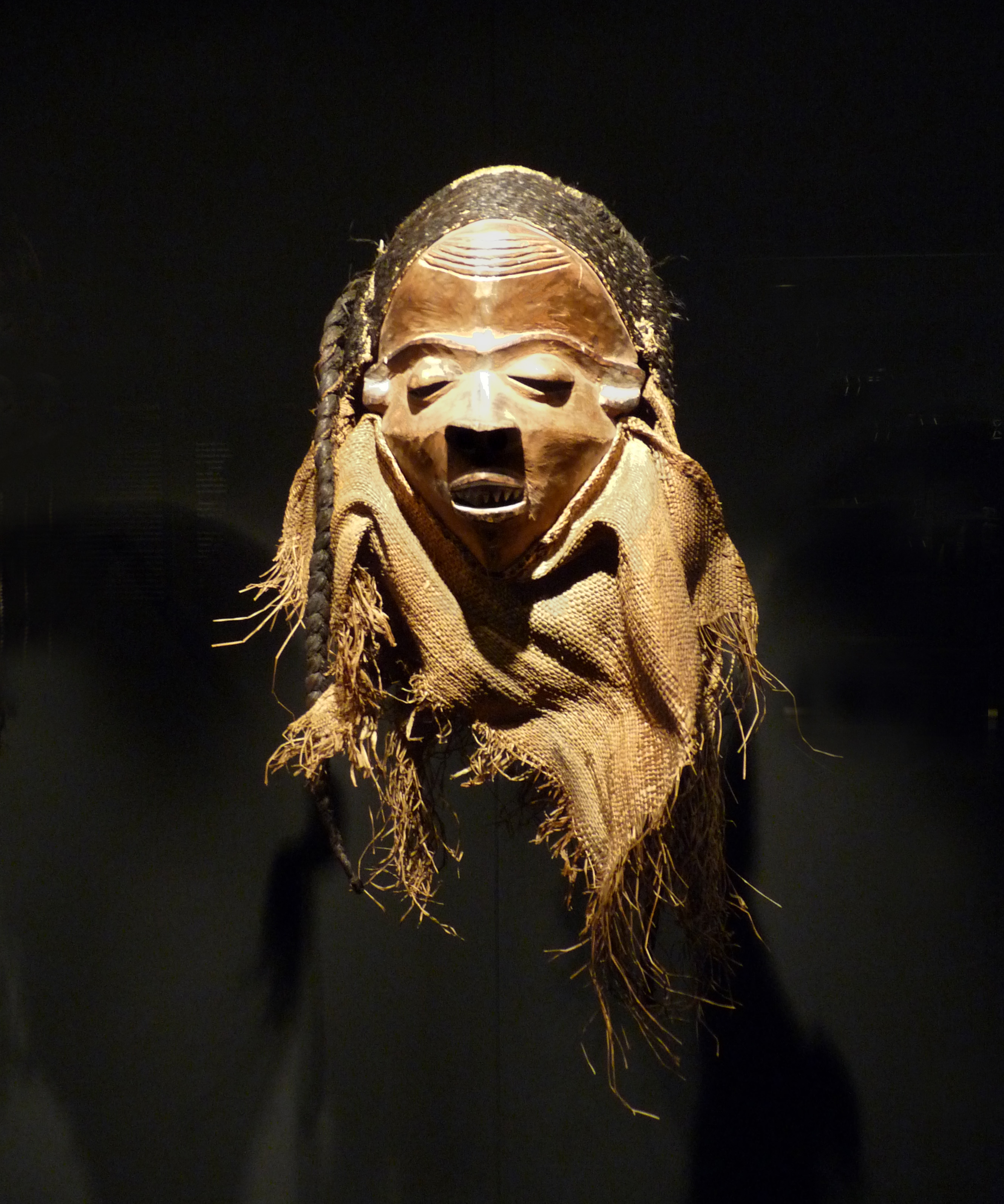

شعب بيندي (Pende people) (المفرد: موبيندي؛ الجمع: بابيندي)، المعروف أيضًا باسم شعب فيندي، مجموعة عرقية في جنوب غرب جمهورية الكونغو الديمقراطية. تنقسم هذه المجموعة إلى مجموعتين ثقافتين هما: البيندي الشرقيين والبيندي الغربيين المختلفين عن بعضهما إلى حدّ كبير ولكنهما يعتبران نفسيهما جزءًا من المجموعة العرقية ذاتها. يُقدَّر عدد الأشخاص الذين يعتبرون أنفسهم من ذوي العرق البيندي بأكثر من 250000 نسمة.
يتحدث شعب البيندي لغته الخاصة (كيندي أو بيندي) ويُشتهر بشكل خاص بأعماله الفنية التي تُعتبر مماثلة ثقافيًا للفن الخاص بشعبي ياكا وسوكو اللذان يعيشان في مناطق مجاورة.

## التاريخ
قُسِّمت هذه المنطقة إلى مجموعتين ثقافتين مختلفتين هما: البيندي الشرقيين والبيندي الغربيين، ومع ذلك، فكلا المجموعتين تعتبر نفسها جزءًا من المجموعة العرقية ذاتها. لا تتمتع المنطقة بسلطة سياسية مركزية، إلى جانب أن مجتمع «البيندي» مُنظَّم من خلال مجموعات أسرية مُوسَّعة وليس من خلال السلطة بشكل رئيسي.
مثلما شعوب ياكا وسوكو، عاش شعب بيندي في الأصل على الحدود بين المحيط الأطلسي ونهر كوانزا في أنغولا الحديثة. وقد هاجروا إلى منطقتهم الحالية في جمهورية الكونغو الديمقراطية الحديثة منذ حوالي عام 1620 نتيجةً لتوسع مملكة لوندا. حوالي عام 1885، بدأت مجموعة تشوكوي العرقية القوية في التوسع والسيطرة على منطقة شرق البيندي، ولكن هذه الفترة انتهت بوصول المستعمرين الأوروبيين وإنشاء دولة الكونغو الحرة.
بين مايو وسبتمبر من عام 1931، نظَّم شعب بيندي ثورة ضد الحكم الاستعماري البلجيكي في كويلو. لكن سُرعان ما قُمعت هذه الثورة من قِبَل السلطات الاستعمارية لكنها عُدَّت واحدة من أكبر الثورات خلال فترة ما بين الحربين العالميتين في الكونغو.
بدأت الثورة مع تجنيد الجهود لصالح شركة النفط في الكونغو البلجيكية (إتش سي بي) وهي شركة فرعية تابعة لشركة ليفر براذرز، التابعة لشركة يونيليفر الهولندية الرئيسية. نُظِّم العمل بين وكيل إقليمي يُدعى إدوارد برنوت وموظف من الشركة يُدعى ألفونس فانهومبيك، إلى جانب آخرين وباشروا العمل في 14 مايو. حقق كل من برنوت وفانهومبيك نجاحًا ضئيلًا في البداية، لأن أفراد بيندي كانوا يختبئون في الأدغال هربًا منهم. وردًا على ذلك أمر برنوت بإرسال بعض أتباعه لإلقاء القبض على النساء وحبسهم داخل حظيرة. وفي 14 مايو أيضًا، تعرَّض 47 رجلًا للتوبيخ في كيلامبا بسبب فشلهم في تسليم حصتهم من ثمار النخيل إلى شركة النفط (سي كيه) في مقاطعة بانجي. تقع بانجي في مدينة كيكويت، على بعد 20 دقيقة من كيلامبا. وفي مساء 14 مايو، شرب فانهومبيك وبرنوت حتى الثمالة، وأحضرا بعض النساء من الحظيرة من أجل حفلة جنس جماعي التي حدثت غالبًا بدون موافقة النساء. أتى كوليغنون، أحد الرجال المشاركين في حفلة الجنس ذلك المساء، فيما بعد إلى كيلامبا. وهناك، تدافع إليه بعض الأفارقة الذين كانوا مستاءين من عدم تقديمه أي تعويض لامرأة تُدعى كافوشي، التي داعبها تلك الليلة واغتصبها كما يُفترض، ولأنه لم يدفع ثمن الدجاج الذي أخذه منهم. حاول ماتيمو المطالبة بالمبلغ المُستحق لزوجته كافوشي وفقًا للعرف الإفريقي. لكن كوليغنون قام بصفع ماتيمو وأمر بعض الموظفين بضربه في شركة النفط. قدَّم كوليغون شكوى ضد ماتيمو، وبالتالي، أرسل المدير ليونارد فانينثوت، الوكيل الإقليمي مكسيميليان بالوت للتحقيق بالأمر. واجه بالوت، الذي رافقه جندي وأربعة موظفين، حشدًا معاديًا بقيادة ماتيمو في 8 يونيو. حاول بالوت تفريق الحشد بإطلاق عدد من الطلقات النارية في الهواء. وعندما فشل ذلك، أطلق بالوت النار على ذراع شخص ببندقية صيد. ردًا على ذلك، اتهم ماتيمو بالوت وضربه على رأسه بسكين وطارده نحو الأدغال وهناك أنهى عليه.